# Hyattella velata
Hyattella velata är en svampdjursart som beskrevs av Hyatt 1877. Hyattella velata ingår i släktet Hyattella och familjen Spongiidae. Inga underarter finns listade i Catalogue of Life.